# 河内礼蔵
河内 礼蔵（かわち れいぞう、1862年11月1日（文久2年9月10日） - 1927年2月10日）は、日本の陸軍軍人。最終階級は陸軍中将。

## 経歴
鹿児島県種子島出身。1885年（明治18年）6月、陸軍士官学校（旧7期）を卒業し歩兵少尉に任官。
日露戦争に出征。遼陽会戦前の1904年（明治37年）8月、前任の吉田貞中佐の戦死により歩兵第4連隊長に就任。1905年（明治38年）3月、戦傷を受け解任。1906年（明治39年）2月、歩兵第4連隊長に復帰し、1907年（明治40年）11月、歩兵大佐に昇進。1911年（明治44年）9月、陸軍少将に進級し歩兵第15旅団長に就任。
1915年（大正4年）2月、歩兵第35旅団長に転じた。1916年（大正5年）8月、陸軍中将に進み第2師団長に親補された。1919年（大正8年）7月に待命となる。翌年2月2日、予備役に編入された。
河内の人となりについては、河内が歩兵第4連隊長時代に、彼の部下であった今村均が記した『私記・一軍人六十年の哀歓』において触れられている。墓所は青山霊園(1イ10-10)。

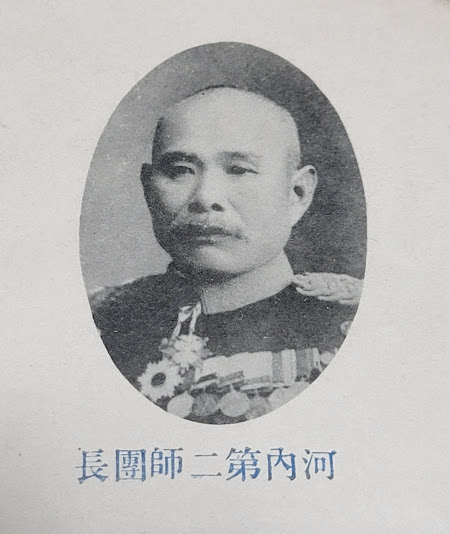
河内礼蔵　師団長時代　(大正6年の65連隊のアルバムから)

## 栄典
位階
- 1885年（明治18年）9月16日 - 正八位[3]
- 1907年（明治40年）12月27日 - 従五位[4]
- 1911年（明治44年）10月20日 - 正五位[5]
- 1916年（大正5年）9月11日 - 従四位[6]
- 1918年（大正7年）10月10日 - 正四位[7]
- 1920年（大正9年）2月28日 - 従三位[8]

勲章等
- 1912年（大正元年）8月1日 - 韓国併合記念章[9]
- 1914年（大正3年）11月30日 - 勲二等瑞宝章[10]